# A Year and a Half in the Life of Metallica
A year and a half in the life of Metallica (en español, "un año y medio en la vida de Metallica") es un documental de dos partes sobre el proceso de grabación del álbum  Metallica o El álbum negro, y su consiguiente gira. Fue producido por Juliana Roberts y dirigido por Adam Dubin. 
A year and a half in the life of Metallica fue publicado como un doble VHS. Ambas partes se encuentran disponibles en un solo DVD.[cita requerida]

## Parte 1
Este vídeo de 90 minutos muestra cómo Metallica y su productor, Bob Rock, trabajaron haciendo el álbum. También incluye la realización del vídeo musical para el tema Enter Sandman, así como una fiesta organizada para dar a conocer el disco en su totalidad a los fanes. El documental también incluye tres de los videoclips que se grabaron para ese álbum:
- "Enter Sandman"
- "The Unforgiven"
- "Nothing Else Matters"

## Parte 2
La segunda parte dura aproximadamente dos horas y media, y sigue a Metallica en el inicio de su gira Wherever We May Roam Tour realizada por Europa junto con la banda Guns N' Roses en 1992. Se incluyen las interpretaciones de "For Whom the Bell Tolls" en Donington el 17 de agosto de 1991, "Enter Sandman" en los Premios MTV de la Música de 1991, "Harvester of Sorrow" en Moscú en 1991 en el campo de aviación Tushino, "Sad but True" en el festival Day on the Green de California, el 12 de octubre, "Enter Sandman" en el concierto tributo a Freddie Mercury de 1992 y "Nothing Else Matters" en Phoenix el 25 de agosto.
En esta parte del documental la banda también se encuentra con Spinal Tap, que en tono de broma les preguntan acerca de las similitudes entre las portadas de los álbumes de ambos grupos. 
Esta parte del documental también incluye dos videoclips:
- "Wherever I May Roam"
- "Sad but True"